# Élections législatives israéliennes de 1973
Les élections législatives israéliennes ont eu lieu le 31 décembre 1973, en Israël. Le seuil électoral est de 1 %.

## Résultats
| Parti                     | Parti                                           | Voix      | %    | Sièges | +/-           |  |
| ------------------------- | ----------------------------------------------- | --------- | ---- | ------ | ------------- |  |
|                           | Alignement                                      | 621 183   | 39,6 | 51     | 5             |  |
|                           | Likoud                                          | 473 309   | 30,2 | 39     | 7             |  |
|                           | Parti national religieux                        | 130 349   | 8,3  | 10     | 2             |  |
|                           | Front religieux de la Torah                     | 60 012    | 3,8  | 5      | 1             |  |
|                           | Libéraux indépendants                           | 56 560    | 3,6  | 4      | en stagnation |  |
|                           | Rakah                                           | 53 353    | 3,4  | 4      | 1             |  |
|                           | Ratz                                            | 35 023    | 2,2  | 3      | Nv.           |  |
|                           | Progrès et Développement                        | 22 604    | 1,4  | 2      | en stagnation |  |
|                           | Moked                                           | 22 147    | 1,4  | 1      | Nv.           |  |
|                           | Liste arabe pour les Bédouins et les Villageois | 16 408    | 1,0  | 1      | Nv.           |  |
|                           | Black Panthers                                  | 13 332    | 0,9  | 0      | Nv.           |  |
|                           | Kach                                            | 12 811    | 0,8  | 0      | Nv.           |  |
|                           | Meri                                            | 10 469    | 0,7  | 0      | 1             |  |
|                           | Autres partis                                   | 39 295    | 2,7  | 0      | -             |  |
|                           |                                                 |           |      |        |               |  |
| Suffrages exprimés        | Suffrages exprimés                              | 1 566 855 | 97,9 |        |               |  |
| Votes blancs et invalides | Votes blancs et invalides                       | 34 243    | 2,1  |        |               |  |
| Total                     | Total                                           | 1 601 098 | 100  | 120    | en stagnation |  |
| Abstentions               | Abstentions                                     | 436 380   | 21,4 |        |               |  |
| Inscrits / Participation  | Inscrits / Participation                        | 2 037 478 | 78,6 |        |               |  |